# Les Ableuvenettes
Les Ableuvenettes és un municipi francès, situat al departament dels Vosges i a la regió del Gran Est. El 2021 tenia 62 habitants.